# Craig Pawson
Pour les articles homonymes, voir Pawson.
Craig Pawson, né le 17 juillet 1979, est un arbitre anglais de football.

## Carrière
Il arbitre son premier match en Championship (D2) lors de la saison 2008-2009, puis sa première rencontre en Premier League (D1) lors de la saison 2012-2013.
Il arbitre un match de Ligue des champions en 2016.